# 鈴木洋一郎
鈴木 洋一郎（すずき よういちろう、1949年 - ）は、日本の物理学者。専門は素粒子物理学。東京大学国際高等研究所カブリ数物連携宇宙研究機構特任教授。東京都出身。
スーパーカミオカンデを用いた大気ニュートリノの振動実験において、ミューニュートリノがタウニュートリノに変化する様子を統計的に確認した。また、太陽ニュートリノ(電子ニュートリノ)が振動していることを確認した。これらの業績によって、ニュートリノの研究は発見の時代から精密研究の時代に入ったとも言われる。

## 略歴
1974年京都大学理学部物理学科卒業後、1979年同大学院理学研究科博士課程修了。ブラウン大学研究助教授、1981年大阪大学助手。1989年東京大学助教授、1996年教授に就任。2002年から2014年5月までスーパーカミオカンデ実験代表者。2004年4月から2008年3月まで東京大学宇宙線研究所所長。東京大学宇宙線研究所神岡宇宙素粒子研究施設長。2007年10月から2018年3月まで数物連携宇宙研究機構（2012年よりカブリ数物連携宇宙研究機構）副機構長。

## 受賞歴
- 2001年 - 仁科記念賞「太陽ニュートリノの精密観測によるニュートリノ振動の発見」
- 2010年 - ブルーノ・ポンテコルボ賞（ドゥブナ合同原子核研究所）
- 2013年 - ヨーロッパ物理学会コッコーニ賞[4]
- 2015年 - 基礎物理学ブレイクスルー賞[5][6]